# Homoróddaróc
Homoróddaróc (németül Draas, románul Drăușeni) a Királyföld keleti határán fekvő település Romániában, Brassó megyében.

## Fekvése
A Homoród alsó folyása mentén fekszik. Megközelíthető az E-60-as útról Brassó felé haladva, Székelyudvarhely irányába letérve.

## Története
Az Andreanumban 1224-ben „terra Daraus”-ként jelentkezik először, 1494-ben pedig nagyszebeni számadáskönyvekben találkozunk nevével: 11 forint jut „pro structura ecclesiae Draws” (Entz). A reformációig katolikus falu a 18. században lutheránus anyaegyházként szerepelt, s 1944-ig mint szász települést tartották számon. A második bécsi döntés következtében Magyarországhoz került és határközség lett. A háború után az egész lakosság  elmenekült. A homokkőből épült, a jáki templomhoz hasonlóan indás díszítésű templomot a betelepedő református székelyek vették át.

## Híres emberek
- Török Sándor (1904–1985) író

## Képgaléria
- Képek Homoróddarócról a www.erdely-szep.hu honlapon

## Külső hivatkozás
- A történelmi Magyarország várai. Lásd: Homoróddaróc címszó
- Leírás[halott link]
- Homoróddaróc temploma
- Szász András: Homoróddaróc